# Rede Sul de Televisão
Rede Sul de Televisão (também conhecida como Rede Sul) foi uma emissora brasileira sediada em Porto Alegre, no estado do Rio Grande do Sul. Operava no canal 55 (48 UHF digital) e no canal 11 da Claro TV de Porto Alegre. Foi inaugurada em janeiro de 1982 pelo empresário Airton Neves como TV Urbana, sendo mantida pelo Hipódromo do Cristal. A emissora retransmitiu a programação de algumas redes de televisão do país até 2015. Posteriormente, passou a exibir apenas programação local e independente até ser descontinuada em 2025.

## História

### Primeiros anos (1982-2007)

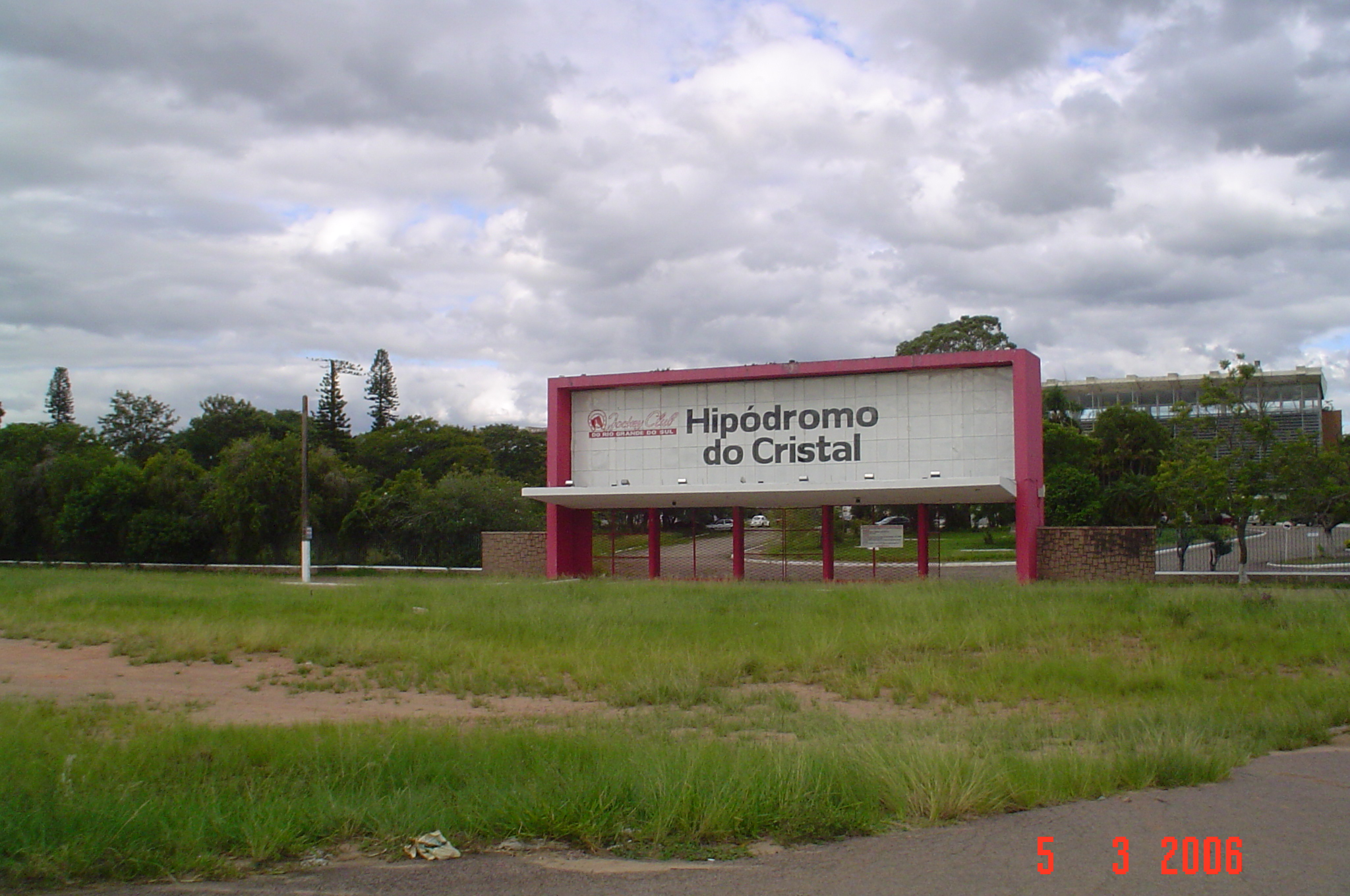
Hipódromo do Cristal.

A emissora foi fundada em janeiro de 1982, sob a denominação TV Jockey Club, com uma programação exclusivamente voltada ao turfe, transmitida em circuito fechado e dedicada à exibição de páreos dos principais hipódromos do Brasil. Em 20 de outubro de 1990, passou a adotar o nome de TV Urbana.
Em 16 de janeiro de 1992, iniciou suas transmissões em sinal aberto, por meio do canal 49 UHF, tornando-se a primeira emissora a operar nesse sistema no estado. No final da década de 1990, incorporou à sua programação com conteúdos da TVE Brasil, mesclado com programas locais. Nessa época, suas operações foram transferidas para o canal 55, em razão de interferências causadas no canal 48, utilizado pela Rede Manchete entre 1997 e 1999.
Em 2003, assinou contrato com a emissora paulista RedeTV!. Em janeiro de 2007, a emissora solicitou junto ao Ministério das Comunicações aumento de potência, devendo passar a transmitir com 15 quilowatts. Também investiu na construção de novas dependências físicas, incluindo um estúdio para a produção de programas locais, como um auditório.
Airton Neves convidou o advogado e jornalista Leudo Costa para ser o superintendente de programação, com a meta de modernizar a emissora. Dois dias após receber o cargo, Leudo mudou o nome da emissora para RedeTV! RS, conforme comunicado à imprensa. Ainda em 2007, ganha novos estúdios para a produção local e estreia o telejornal RS Notícias.

### TV Cristal (2007-2009)

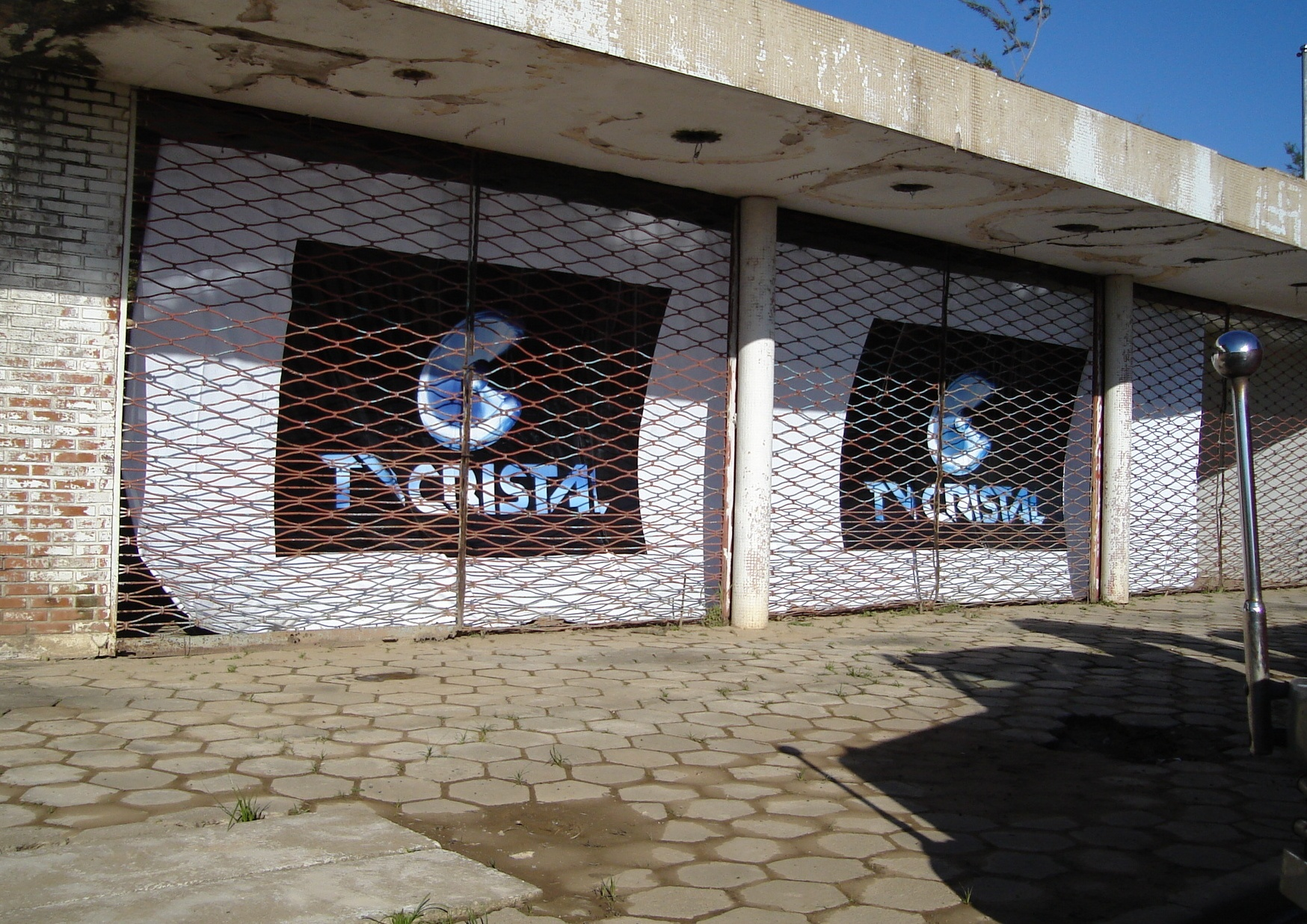
A sede da emissora localiza-se no Hipódromo do Cristal.

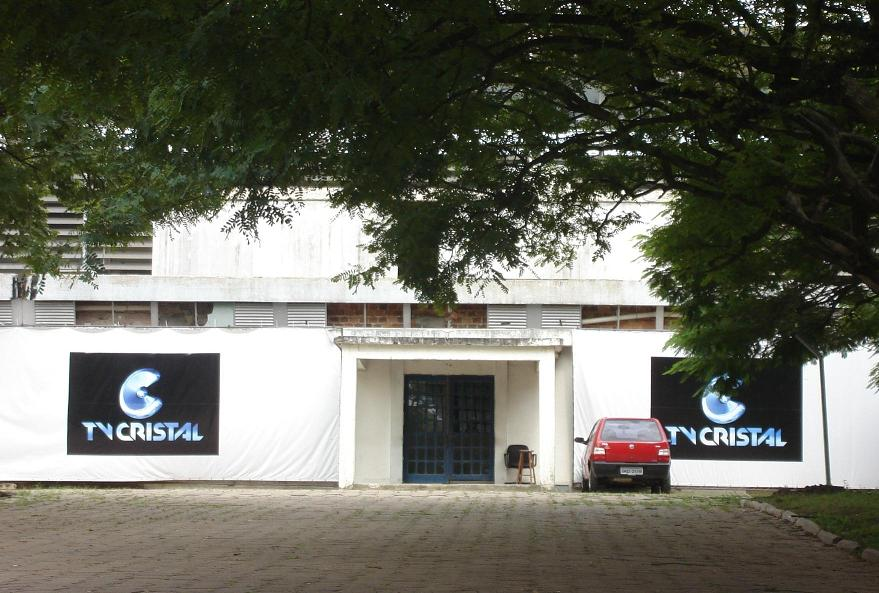
Sede da emissora, quando ainda era TV Cristal.

Em março de 2007, mudou o nome para TV Cristal, uma alusão ao nome do hipódromo do bairro Cristal, na zona sul de Porto Alegre, onde foram realizadas as corridas de cavalo transmitidas pela TV Urbana na década de 1990.
Em 26 de junho, a TV Cristal mudou de endereço. A sede, antes localizada no bairro Cidade Baixa, passou a localizar-se ao lado do Barra Shopping Sul, dentro da área do hipódromo do bairro Cristal.
Em 1º de julho de 2007, a RedeTV! passou a transmitir seu sinal pela TV Pampa, quebrando o contrato que assegurava o direito de retransmissão da emissora paulista pela TV Cristal até 2016. Segundo o contrato, em caso de rescisão, a TV Cristal deveria ser avisada com 90 dias de antecedência, o que permitiu que a emissora gaúcha pudesse continuar transmitindo o sinal da RedeTV! por mais três meses, até que fosse elaborada sua nova grade de programação.
Em 3 de setembro, estrearam os programas Algo Mais e Diversidade. O programa Alegria Alegria, com Daltro Cavalheiro, estreou no dia 8 de setembro. A emissora deixou de transmitir a programação nacional da RedeTV! no dia 20 de setembro de 2007. Após o dia 22 de setembro de 2007, a TV Cristal passou a transmitir a programação do canal SescTV.
No dia 18 de fevereiro de 2008, após a I Conferência de Desenvolvimento das Cidades, ocorrida em Porto Alegre, a TV Cristal assinou contrato de afiliação com a Rede Brasil de Televisão. A programação da rede entrou na TV Cristal no dia 17 de março.
A partir de 18 de março, a cidade de Novo Hamburgo passou a receber o sinal da TV Cristal através do canal 58 UHF, que logo saiu do ar. Em maio de 2009, o canal 58 volta a transmitir apenas a programação nacional da Rede Brasil.

### Mudanças estruturais (2009-2015)
Na manhã de 15 de junho de 2009, Leudo Costa comunicou seu afastamento da emissora. Com isto, o canal voltou ao comando de Airton Neves e deixou de se chamar TV Cristal, pois esta é uma marca do Sistema de Comunicação Cristal Ltda., propriedade de Leudo Costa. Volta a se chamar TV Urbana. Na época, Airton Neves estudava uma nova programação que atingisse o público de Porto Alegre e região metropolitana.

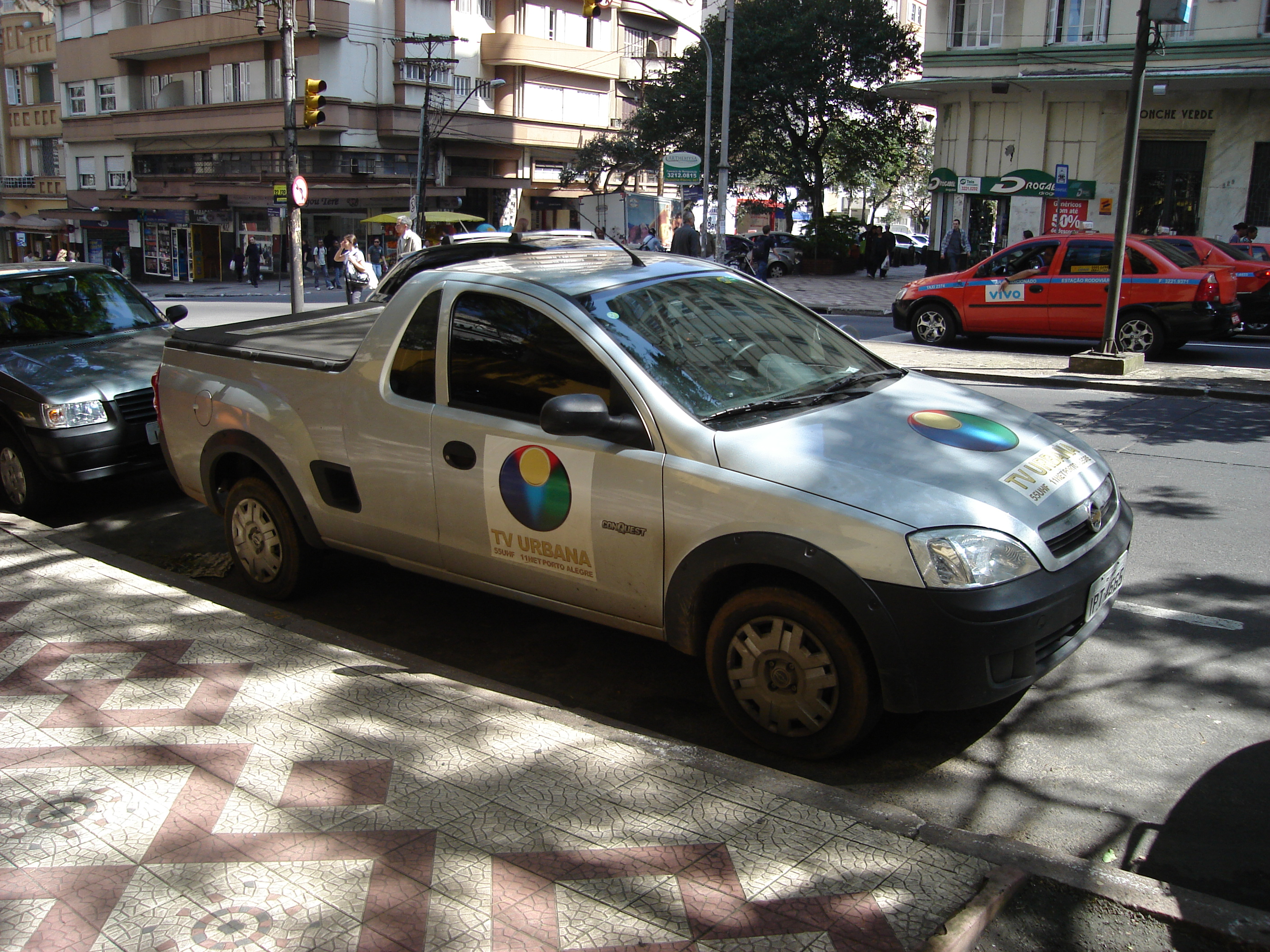
Carro da TV Urbana em 2010.

Em janeiro de 2010 o Superior Tribunal de Justiça julgou um processo sobre a legalidade das operações da TV Urbana no canal 55 de Porto Alegre e, em sua decisão, considerou intempestivos os recursos da Anatel e da União que questionavam a sentença judicial que reconheceu a outorga da emissora, confirmando a legalidade. Mas no final de setembro de 2011, a 10ª Vara Cível de Porto Alegre oficializou Leudo Costa como presidente do canal e em 24 de outubro de 2011, a emissora voltou a se chamar TV Cristal. Porém, no dia 1º de novembro, o canal volta a se chamar TV Urbana e Airton Neves volta a seu comando. Nesse mesmo ano, a emissora estreou os programas Polícia em Ação e Acontece na TV.
A partir de 20 de abril de 2012 começou a transmitir em caráter experimental alguns eventos e programas do Esporte Interativo, continuando ainda a retransmitir a Rede Brasil. No dia 21 de abril de 2012, a TV Urbana passou a retransmitir em sua totalidade a programação do Esporte Interativo, encerrando, assim, uma parceria de 4 anos com a Rede Brasil.

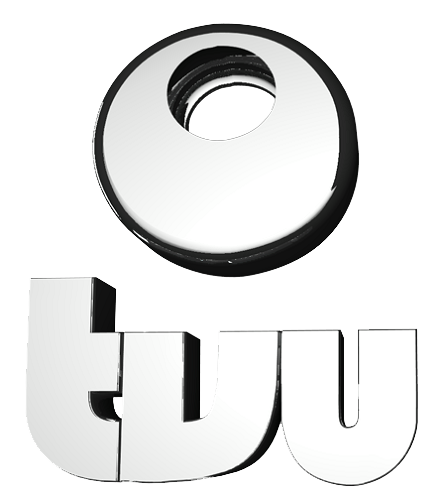
Logotipo da emissora entre 2013 e 2018, quando se chamava TV Urbana

Em 2013, a emissora lançou o TVU App, um aplicativo que transmitia a programação ao vivo, disponível para Smart TVs e dispositivos Android. Posteriormente, o aplicativo foi descontinuado. No mesmo ano, a emissora estreia os programas Cine TVU e Bibo Nunes Show. O contrato com Bibo Nunes foi descontinuado no ano seguinte.
Desde seu começo operando através de liminar, em 2014 a emissora passa a operar de forma definitiva em TV aberta não-codificada, segundo o Diário Oficial da União. Airton Neves, presidente da emissora, comemorou a decisão, afirmando que a decisão "é um legado para a cidade.". No mesmo ano estrearam novos programas: Jornal da Urbana, Casos de Polícia, Bom Dia É Hoje, 2 Toques e Atividade. Ainda em 2014, a emissora lançou o TVU Play, uma plataforma online que transmitia a programação ao vivo. O site permaneceu ativo até ser descontinuado.
Em 2015, o Casos de Polícia sai do ar, devido ao aumento da grade retransmitida do Esporte Interativo. Em outubro, estreiam novos programas, como o Jornal do Consumidor, o Momento Jurídico, o Programa Guaracy Andrade e o Shop TVU, que entre os programas listados, era a única produção própria da emissora, além de outras atrações independentes.

### Programação independente (2015-2025)
Em 1 de junho de 2015, a TV Urbana deixa de ser afiliada do Esporte Interativo, passando a transmitir uma programação totalmente independente, composta por 19 horas de programação diária, das 6h até 1h. Em 2016, Guaracy Andrade assumiu como diretor-executivo da emissora, promovendo a produção de conteúdos próprios e trazendo novos nomes para o elenco, como os apresentadores Felipe Vieira, Alejandro Malo, Ico Thomaz e Cláudio Andrade, além do político José Fortunati. Todos comandavam programas de entrevistas. No fim do mesmo ano, estrearam dois novos programas, o Vencedores, apresentado por Affonso Ritter, e o Mashup Café, apresentado por Tatiana Ott e Cássio Stedent.
No dia 24 de janeiro de 2017, a emissora contrata o jornalista Rogério Forcolen para apresentar um telejornal local a partir do dia 6 de fevereiro. Seu contrato encerrou no dia 8 de novembro. No mês de abril, através de uma parceria, a TV Urbana passou a ter sua programação retransmitida pela TV da Gente, da Região Metropolitana de Fortaleza, para a realização de testes em seu transmissor. A parceria durou até o lançamento oficial da programação da emissora cearense.
Na tarde do dia 30 de janeiro de 2018, a TV Urbana comunicou a toda a sua equipe o recebimento de uma correspondência oficial do Ministério da Ciência, Tecnologia, Inovações e Comunicações, que autoriza a emissora a operar pelo canal 48 UHF digital (55.1 virtual) após a cessão das transmissões do sinal analógico na região metropolitana de Porto Alegre. O canal 55 UHF encerrou as transmissões em 15 de março de 2018, seguindo o cronograma oficial. O sinal digital foi lançado no dia seguinte, em 16 de março. No mesmo ano, Guaracy Andrade deixou a direção da emissora.
No dia 30 de janeiro de 2022, a TV Urbana muda de nome para Rede Sul de Televisão, e passa a ser dirigida por Lisiane Neves, filha de Airton Neves. Novos programas, como 2 Toques, Atividade e Virando o Jogo (anteriormente exibidos pela RDC TV) passam a ser exibidos na emissora.
Em 14 de novembro de 2024, o canal 55.1 foi adquirido pelo grupo Box Brazil e passou a se identificar como Rede RS, limitando a exibição da Rede Sul ao site e nas redes sociais da emissora. A pré-estreia da Rede RS estava inicialmente programada para 18 de novembro, mas ocorreu somente em 22 de novembro. Por volta de 2025, o site da emissora ficou inativo e suas redes sociais encontram-se abandonadas atualmente.

## Programas
Diversos programas compuseram a grade da emissora:
- 2 Toques
- 2 Toques na Rodada
- 21h30
- Acontece na TV
- Alegria Alegria
- Alejandro Malo Entre Amigos
- Algo Mais
- Alô Comunidade
- Almas e Pegadas
- Arte e Show
- Atividade
- Bela Vida
- Bibo Nunes Show
- Bom Dia é Hoje
- Brasil sem Fronteiras
- Caixinha de Arte
- Canto & Prosa
- Carros e Cia
- Casos de Polícia
- Chega+Mais
- Choque de Opinião
- Cine TVU
- Consumidor RS
- Cristal Music
- Croma TV
- Diário Sports Rádio
- Diversidade
- Domingo na Rodada
- Domínio Público
- É da Gente
- É Hoje
- Em Busca da Barbada
- Em Foco
- Encontro com os Serranos
- Encontro HD
- Estúdio Aberto
- Esporte e Cia
- Esporte Urbana
- Fé Perfeita
- Fortunati.com
- Geração Z
- Gourmets RS
- Guaracy Andrade
- Idade Brilhante
- Leilão Bublitz
- Líderes de Sucesso
- Life
- Mãe de Corpo e Alma
- Magia Cigana
- Mais Axé
- Mais Feminina
- Mapa Mundi
- Maratona Cine Cristal
- Mashup Café
- Mídia Express
- Motor Show
- Mundo Mágico do Tio Tony
- Na Área com o Ídolo
- News RS
- No Controle
- No Limite da Verdade
- Nós Somos Moda
- O Poder Sobrenatural da Fé
- Odontologia - Doutor Rogério Mengarda
- Palavra de Mulher
- Polícia em Ação
- Programa da ANAPPS
- Programa Momento Jurídico
- Programa Ricardo Orlandini
- Programa Rosaura Fraga
- Programa Rosaura Kessler
- Programa Xicão Tofani
- Querência Nativa
- Rede Aquarius na TV
- Revelações
- Ritos, Cantos e Magia
- Santa Missa em Sua Comunidade
- Shop TVU
- Show da Cidade
- Sociedade
- Super Noite
- Terceira Revelação
- Tolerância Zero
- Transição
- Tudo de Bom
- Transit
- TV Cristal Shop
- TVU Cidade
- TVU Debates
- TVU Doc
- TVU Séries
- Uma Nova Visão
- Vegetarianos
- Veículos & Velocidade
- Vencedores
- Versátil & Atual
- Voz do Pastor
- Vida: Desafios e Soluções
- Vida e Paz
- Vida no Sul
- Virando o Jogo
- Vivi na TV

## Equipe

### Membros antigos
- Affonso Ritter
- Airton Bernardoni
- Alejandro Malo
- Alex Bagé
- Ana Cláudia Diehl
- Ângelo Gallardo
- Antônio Augusto Mayer dos Santos
- Cássio Stedent
- Cadu Oliveira
- Cláudio Andrade
- Cllaudia Fleury
- Darci Filho
- Davis Wagner
- Diogo Rossi
- Edson Dutra
- Eduardo Oliveira
- Farid Germano Filho
- Felipe Vieira
- Fernando Soares
- Gabriel Affatato
- Glei Soares
- Graciele de Souza
- Guaracy Andrade[29]
- Gustavo Victorino
- Henrique Raizler
- Ico Thomaz
- Irineu Costella
- Jayme Eduardo Machado
- José Fortunati
- José Silvas
- Julio Lemos
- Jurandir Soares
- Kalil Sehbe
- Lasier Martins
- Marley Soares
- Mauro Sérgio
- Mirele Alves Braz
- Nelson Cerqueira
- Newton Kalil
- Odalgir Lazzari
- Percival Puggina
- Renato Pereira
- Ricardo Orlandini
- Rogério Amaral
- Rogério Mengarda
- Rosaura Fraga
- Rose do Erre
- Rousaura Kessler
- Sérgio Perotto
- Tatiana Ott
- Thamara da Costa Pereira
- Viviane Marques